# 羅漢普頓
羅漢普頓（Roehampton）是英國倫敦西南部旺茲沃思倫敦自治市的一個郊區， 位於查令十字西南6.3英里（10.1）。北部是巴爾內斯、東部是帕特尼、南部是溫布爾登公地、西部是里奇蒙高爾夫球場。
18世紀羅漢普頓開始有人聚居，當地現有羅漢普頓大學。